# 아므르 자키
아므르 하산 자키(1983년 4월 1일 ~ , 아랍어: عمرو زكي)는 이집트의 전 축구 선수로 선수 시절 포지션은 공격수였다.

## 선수 시절

### 클럽
2001년 고향팀인 엘 만수라 SC에 입단하며 프로에 입문한 이후 통산 224경기에서 94골을 뽑아냈고 특히 엔피 SC 소속이던 2003년부터 2006년까지 64경기에서 27골을 터뜨리면서 팀의 2005년 이집트컵 우승에 일조했고 그리고 자말렉 SC에서 2006년부터 2012년까지 88경기에서 35골을 기록하면서 2008년 이집트컵 우승에 기여했다. 이후 영국으로 건너가 2008년부터 2010년까지 위건 애슬레틱 FC와 헐 시티 AFC에서 임대 선수로 활동하며 35경기에서 10골을 뽑아냈다. 그리고 2012년부터 2015년까지 3년동안 터키, 이집트, 쿠웨이트, 모로코의 프로팀에서 활동했지만 이 기간 동안 19경기에서 단 1골에 그쳤고 2015년 엘 모카울룬을 끝으로 선수 생활을 마감했다.

### 국가대표팀
2004년 국제 A매치에 데뷔한 이후 A매치 63경기에서 30골을 뽑아내면서 아프리카 네이션스컵 2회 우승(2006년, 2008년)을 이끌었고 2008년 아프리카 축구 올해의 선수상에 선정되었으며 그리고 2008년 아프리카 네이션스컵 베스트 11에 선정되는 영예를 안았다. 그리고 2013년 11월 19일 가나와의 2014년 FIFA 월드컵 아프리카 지역 최종 예선에서 본인의 A매치 30번째 득점을 기록했고 이후 은퇴를 선언하면서 국가대표팀 유니폼을 반납했다.